# IC 782
IC 782 ist eine linsenförmige Galaxie vom Hubble-Typ SB0/a im Sternbild Jungfrau an der Ekliptik. Sie ist schätzungsweise 105 Millionen Lichtjahre von der Milchstraße entfernt und hat einen Durchmesser von etwa 35.000 Lichtjahren. Die Galaxie ist unter der Katalognummer VCC 486 als Mitglied des Virgo-Galaxienhaufens gelistet.

Im selben Himmelsareal befinden sich u. a. die Galaxien NGC 4281, NGC 4282, NGC 4287, NGC 4300.
Das Objekt wurde am 17. März 1892 vom französischen Astronomen Stéphane Javelle entdeckt.